# Tehenoe
De Tehenoe (ook Tehenu of Tjehenu) waren een volk dat in het gebied ten noordwesten van het oude Egypte woonde. Ze worden veelal als vroege Berbers beschouwd.
Ze worden voor het eerst vermeld tijdens de Proto-dynastieke Periode (vroege Bronstijd, 3200-3000 v.Chr.), bijvoorbeeld op de zogenaamde Libische palet.
De Tjehenoe worden als vijanden genoemd in het Graf van Kenamoen (TT93) tijdens Amenhotep II en het Graf van Anen (TT120) tijdens Amenhotep III. In De zinloze tochten van Wenamoen wordt hun land vermeld als ten zuiden van de westelijke Temehoe.
Tijdens de Slag bij Saïs in 1208 v.Chr. vielen de Tehenoe samen met een aantal Zeevolken de westelijke Nijldelta aan. Ze werden door farao Merenptah verslagen, welke overwinning in Karnak op reliëfs afgebeeld werd.
Volgens de Stele van Pasenhor waren de vorsten van de Mesjwesj en de 22e dynastie de nakomelingen van Boejoewawa de Tehenoe.